# Pictură murală din holurile Circului (Chișinău)
Pictura murală din holurile Circului este o pictură murală amplasată în interiorul Circului de Stat, pe bd. Circului, 33 în Chișinău, Republica Moldova. A fost un monument de artă de importanță națională inclus în Registrul monumentelor Republicii Moldova ocrotite de stat cu nr. 312 (municipiul Chișinău), până la excluderea acestuia în 2018. Datează din 1982.